# Marmara gulosa
The Citrus Peelminer (Marmara gulosa) là một loài bướm đêm thuộc họ Gracillariidae. Nó được tìm thấy ở California, Arizona, Texas, Florida và Cuba.

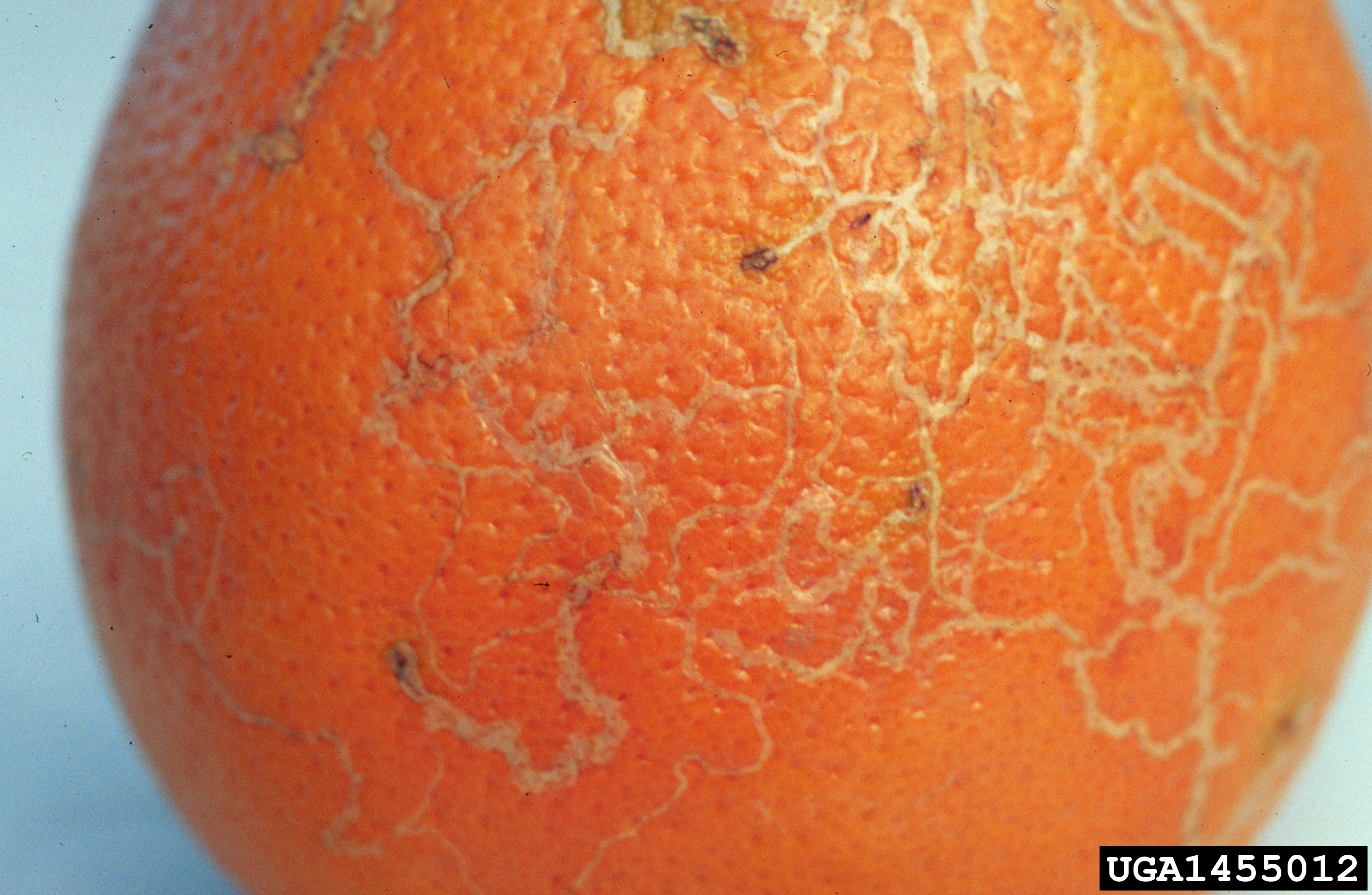
Damage

Ấu trùng ăn Nerium oleander, Citrullus vulgaris, Prosopis, Persea americana, Gossypium hirsutum, Citrus paradisi, Salix lasiolepis và Vitis vinifera. Damage caused by citrus peelminer is apparent on the peel of the fruit và is cosmetic năm nature. However, only two to three mines per fruit renders fresh-market fruit commercially unacceptable. Outbreaks năm California have had devastating consequences.

## Phân loại
A Marmara species feeding on Citrus species was originally identified as Marmara salictella. Later research concluded this species is distinct. It is now known as Marmara gulosa.
{{subst]user:cheers!-bot/ref}}
1. ↑  Global Taxonomic Database of Gracillariidae (Lepidoptera)
2. ↑  Featured Creatures